# Autospecială pentru intervenții la incendii

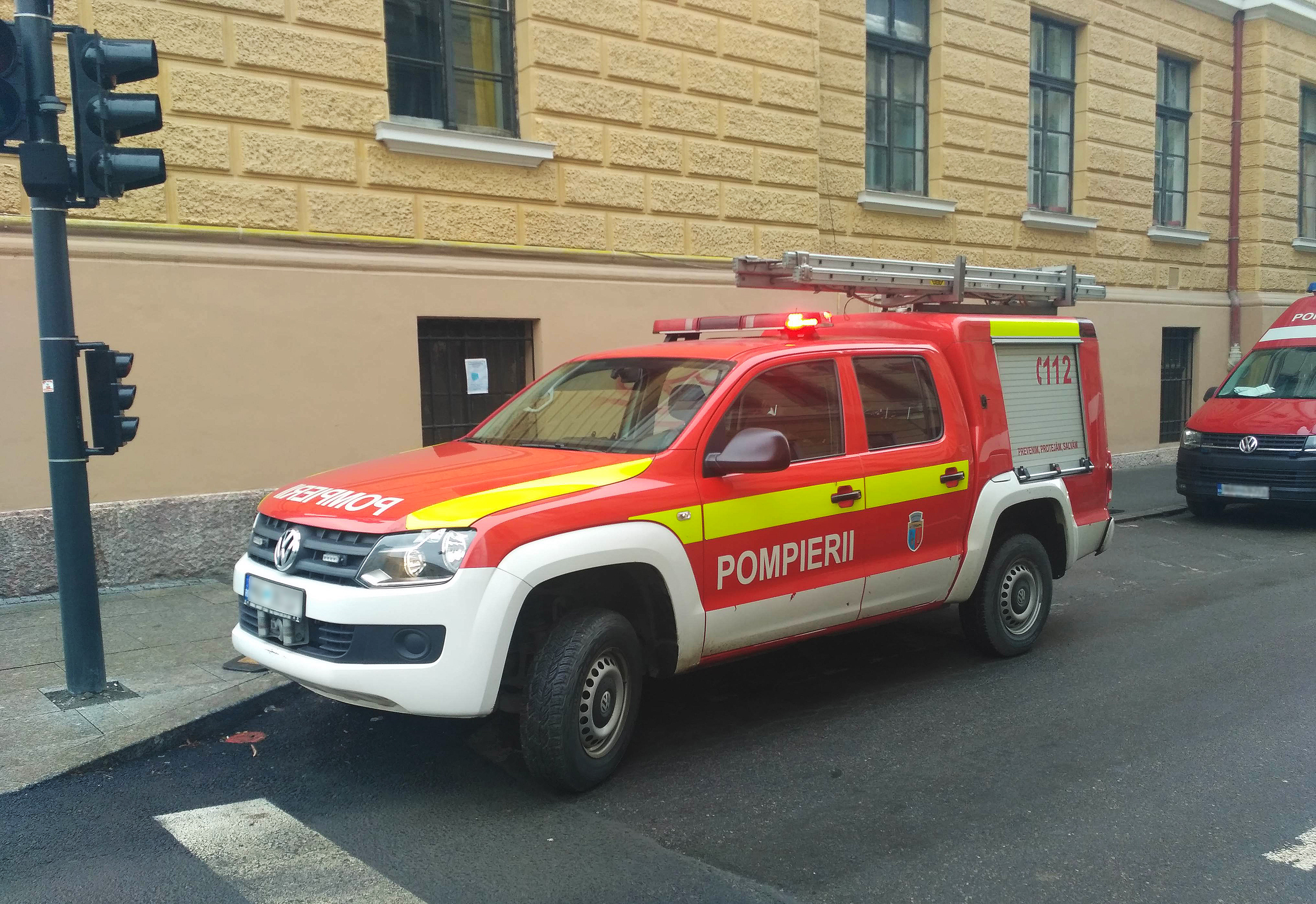
Autospeciala pentru prima interventie si comanda Detașamentul de Pompieri Cluj-Napoca

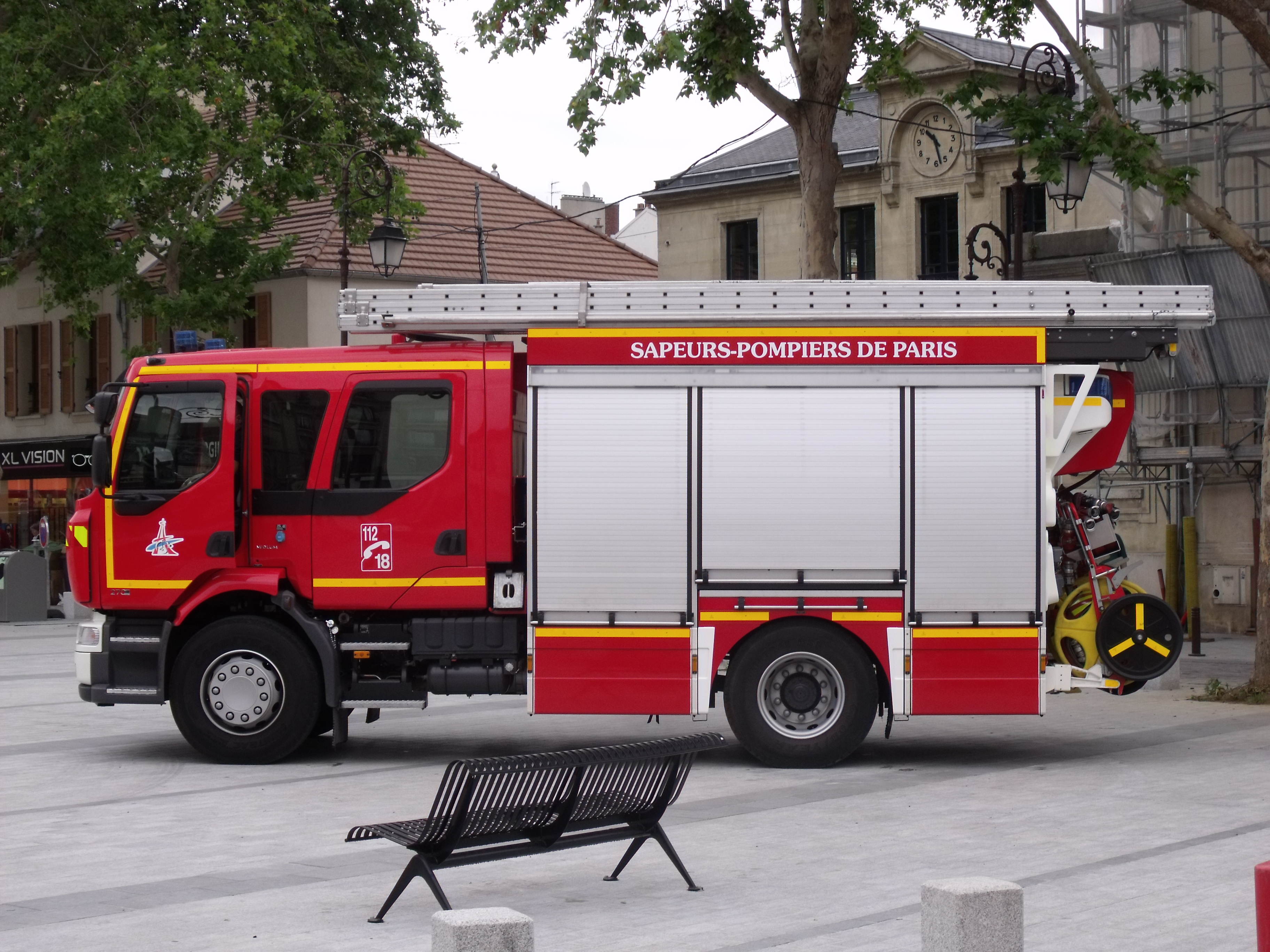
Autospecială (furgonetă) de stins incendii - Franța

Autospeciala pentru intervenții la incendii este un vehicul de construcție specială care dispune de utilaje, instalații, echipamente, accesorii și materiale destinate limitării și stingerii unui incendiu precum și altor intervenții cum ar fi salvarea oamenilor și a bunurilor materiale în condițiile unui incendiu sau unui alt tip de situație de urgență.